# Horst Burkhardt
Horst Burkhardt (* 1. Oktober 1938 in Hechingen) ist ein ehemaliger deutscher Motorradrennfahrer, der sowohl bei nationalen als auch bei internationalen Motorradrennen erfolgreich war.

## Auszeichnungen
- FMS Schweizermeisterabzeichen 1957
- FIM Vizeweltmeisterabzeichen 1960
- FIM Vizeweltmeisterabzeichen 1961
- ADAC Ehrenmitgliedsabzeichen Gau Nordrhein-Westfalen 1961
- FMS Auszeichnung „Beifahrer des Jahres 1961“

## Nationale Schweizer Meisterschaft
1957 Grasbahnrennen als Beifahrer bei Fritz Scheidegger
- 6 × 1. Platz, 1 × 2. Platz

Bergrennen Solo.
- 2., 3. und 5. Platz
- August 1957, Erhalt der internationalen Lizenz und Schweizer Meister mit Fritz Scheidegger

## Internationale Rundstreckenrennen Seitenwagen
- 1957: ein dritter und zwei vierte Plätze
- 1958: Insgesamt 5 Siege, 10 zweite, 6 dritte, 2 vierte und 1 sechster Platz
- 1959: Insgesamt 7 Siege, 3 dritte und 1 fünfter Platz  /  WM-Dritter 1959 mit Fritz Scheidegger
- 1960: 5 Siege, 4 zweite, 4 dritte Plätze  /  Vizeweltmeister mit Fritz Scheidegger
- 1961: 6 Siege, 5 zweite Plätze / Vizeweltmeister mit Fritz Scheidegger
- 1962: 3 Siege und 3 zweite Plätze

Am 4. Juni 1962 beendete ein schwerer Sturz bei der Isle of Man TT seine Rennfahrerlaufbahn. Er fuhr alle Rennen 1962 mit dem Schweizer Florian Camathias.
Burkhardt bestritt in den Jahren 1959, 1960 und 1961 auch in den Solo-Klassen 125 ccm und 250 ccm internationale Rundstreckenrennen auf NSU 250 ccm und MV Agusta 125 ccm.
Bis zu seinem 78. Lebensjahr nahm Horst Burkhardt an Oldie-Veranstaltungen teil. In Hechingen betreibt er mit seinen beiden Söhnen ein Autohaus.